# 흐리스토 보네프
흐리스토 아타나소프 보네프(불가리아어: Христо Aтанасов Бонев, 1947년 2월 3일~)는 불가리아의 축구 선수, 감독이다. 그는 선수 시절 PFC 로코모티프 플로브디프에서 주로 뛰었으며 불가리아 축구 국가대표팀의 일원으로 1970년, 1974년 두 번의 월드컵에 출전했다. 은퇴 후 그리스 클럽의 축구 감독을 주로 맡았다가 2년 동안 불가리아 대표팀의 감독이 되면서 1998년 FIFA 월드컵에도 참여했다.